# La Esperanza (Warnes)
La Esperanza ist eine Ortschaft im Departamento Santa Cruz im Tiefland des südamerikanischen Andenstaates Bolivien.

## Lage im Nahraum
La Esperanza liegt im westlichen Teil des Departamentos Santa Cruz in der Provinz Ignacio Warnes und ist der drittgrößte Ort im Cantón Warnes im Municipio Warnes. La Esperanza liegt auf einer Höhe von 272 m am Bachlauf der Quebrada Chané, der direkt östlich der Ortschaft in nördlicher Richtung über den Río Chané zum Río Piraí fließt, einem Zufluss zum Río Grande.

## Geographie
La Esperanza liegt im tropischen Feuchtklima vor dem Ostrand der Anden-Gebirgskette der Cordillera Oriental. Die Region war vor der Kolonisierung von Chiquitano-Trockenwäldern bedeckt, ist heute aber größtenteils Kulturland.
Die mittlere Durchschnittstemperatur der Region liegt bei knapp 24 °C (siehe Klimadiagramm Warnes), die Monatswerte schwanken zwischen 20 °C im Juni/Juli und 26 °C von November bis Februar. Der Jahresniederschlag beträgt etwa 1300 mm, die Monatsniederschläge sind ergiebig und liegen zwischen 35 mm im August und 200 mm im Januar.

## Verkehrsnetz
La Esperanza liegt 83 Straßenkilometer nördlich von Santa Cruz, der Hauptstadt des Departamentos.
La Esperanza liegt südlich der Ortschaft La Reforma, die an der 774 km langen Nationalstraße Ruta 10 liegt, die das nördliche Tiefland des Departamento Santa Cruz von den Kolonisationsgebieten zwischen Río Piraí und Río Grande bis zur brasilianischen Grenze durchquert.
Von Santa Cruz aus erreicht man die Ortschaft auf der Ruta 4 über Warnes bis Montero, am nördlichen Stadtrand von Montero kreuzt sich die Ruta 4 mit der Ruta 10, der man dann nach Osten bis La Reforma folgt. Einen Kilometer östlich hinter La Reforma zweigt eine Nebenstraße in südlicher Richtung von der Ruta 10 ab und erreicht La Esperanza nach weiteren fünf Kilometern.

## Bevölkerung
Die Einwohnerzahl der Ortschaft ist in dem Jahrzehnt zwischen den beiden letzten Volkszählungen um etwa ein Zehntel angestiegen:
| Jahr | Einwohner         | Quelle       |
| ---- | ----------------- | ------------ |
| 1992 | keine Detaildaten | Volkszählung |
| 2001 | 546               | Volkszählung |
| 2012 | 615               | Volkszählung |
| 2024 |                   | Volkszählung |

In der Region sind die Quechua die zahlenmäßig wichtigste indigene Volksgruppe, im Municipio Warnes sprechen 13,5 Prozent der Einwohner Quechua.